# 申綱
申刚，又作申綱，山西太原府阳曲县人，是一名明朝政治人物。

## 生平
景泰四年（1453年）癸酉科舉人，成化四年九月實授監察御史，出按河间等府。擢升松江府知府，十四年（1478年）正月调簡，移任九江府。
申刚曾于1474年接替徐万全任松江府知府一职，1478年由王衡接任。